# Tunji Oyelana
Tunji Oyelana (* 4. Oktober 1939 in Nigeria) ist ein nigerianischer Musiker (Gesang, Gitarre, Perkussion), Schauspieler und Komponist.

## Leben und Wirken
Oyelana, der zur Volksgruppe der Yoruba gehört, war zu Anfang der 1960er Jahre Mitglied der Theatergruppe Orisun Masks, die Theaterstücke von Wole Soyinka wie Kongi’s Harvest, The Road, Madmen and Specialists und Opera Wonyosi aufführte. 1965 (oder 1966) nahm er in London mit den Blue Notes um Chris McGregor zwei Singles mit nigerianischen Highlife-Songs, die er sang und auf der Gitarre begleitete, auf. Der amerikanische Musikethnologe Alan P. Merriam schrieb persönlich, um ein Exemplar zu bestellen. Die beiden Platten verkauften sich in Ibadan so gut, dass Oyelana Ende 1967 um weitere 1500 Exemplare bat, mit der Nachricht an Chris McGregor, dass er der nigerianischen Bevölkerung einen Hit geschenkt habe. Der Erfolg der beiden Singles blieb jedoch auf Nigeria beschränkt, möglicherweise sogar nur auf Teile des Landes.
Ende 1969 war Oyelana als Perkussionist mit McGregors Bigband Brotherhood of Breath an der Aufnahme der Musik für die Verfilmung von Soyinkas Theaterstück Kongi’s Harvest beteiligt. Später machte er sich als Musiker selbständig und produzierte mit einer Gruppe, die als Tunji Oyelana & The Benders bekannt geworden ist, Songs, die häufig im nigerianischen Radio gespielt wurden. Viele seiner Alben, die bei EMI erschienen, verkauften sich gut, und Oyelana gilt als einer der meistgehörten Yoruba-Musiker.
1983 schloss Soyinka sich wieder mit Oyelana und den Benders zusammen, um das Album Unlimited Liability Company aufzunehmen, dessen Stücke die Korruption der nigerianischen politischen Elite persiflierten. Ihr darin enthaltener Protestsong „Etike Revo Wetin“ entwickelte sich zum Hit. 1996 wurde er wegen dieser Tätigkeit von Diktator Sani Abacha wegen Verrat angeklagt, während er mit Soyinkas Stück The Beatification of Area Boy international tourte. Oyelana ging daraufhin ins Exil.
Oyelana verfasste zudem die Filmmusik für Stéphane Bretons Film Un dieu au bord de la route (1994). 2012 veröffentlichte er die Kompilation A Nigerian Retrospective 1966-79 bei Soundway Records. 
Oyelana lebt derzeit in Großbritannien. 